# Альфред ван Ландеґем
Альфред ван Ландеґем (1887 — ) — бельгійський академічний веслувальник.
Срібний призер Олімпійських Ігор 1900, 1908 років у складі вісімки.
Чемпіон Європи 1900 (розпашні четвірки зі стерновим), 1900 (вісімки), 1901 (вісімки), 1902 (розпашні двійки зі стерновим), 1902 (вісімки) років, срібний призер 1900 року в складі розпашної двійки зі стерновим.